# 赵菁
赵菁（1990年12月31日—），湖北武汉人，中国女子游泳运动员。

## 簡歷
2009年7月31日，赵菁夺得了2009年世界游泳锦标赛50米仰泳的金牌，并以27秒06的成绩打破了世界纪录。隨後，她又在世界短池游泳賽中以2分02秒50的成績打破了女子100米混合游的世界紀錄。
2012年，赵菁代表中国出戰英國倫敦舉行的奥林匹克运动会游泳比賽女子100米背泳賽事，并进入决赛。
2014年，赵菁退役，到中国地质大学（武汉）任教。除游泳项目外，赵菁也曾担任乒乓球、武术、攀岩、体能训练等项目的教师。

## 主要战绩
- 2005年全運會 - 200米仰泳季军
- 2005年世界游泳錦標賽 - 200米仰泳第8
- 2006年亞洲游泳錦標賽 - 50米仰泳冠军
- 2006年世界短池錦標賽 - 200米仰泳第6
- 2006年亞運會 - 50米仰泳/4 x 100米混合接力冠军，200米仰泳亚军，100米仰泳季军
- 2007年世界游泳錦標賽 - 50米仰泳第4
- 2008年全國游泳錦標賽及奧運會預选賽 - 100米/200米仰泳冠军
- 2009年游泳世锦赛50米仰泳决赛，赵菁以27秒05打破世界纪录并夺取冠军。
- 2010年广州亚运会女子100米仰泳获得冠军。
- 2011年世界游泳錦標賽 - 100米仰泳冠軍

## 记录
- 2006年亞洲游泳錦標賽 - 28.50，50米仰泳(AR)
- 2008年全國游泳錦標賽及奧運會預选賽 - 59.81，100米仰泳(AR)
- 2009年世界游泳锦标赛 - 3.52.19，4 x 100米混合接力
- 2009年世界短池游泳賽 - 2.02.50，100米混合泳